# Glenophisis pretiosa
Glenophisis pretiosa är en insektsart som beskrevs av Heinrich Hugo Karny 1926. Glenophisis pretiosa ingår i släktet Glenophisis och familjen vårtbitare. Inga underarter finns listade i Catalogue of Life.